# Зеленоспинный цветосос
Зеленоспинный цветосос (лат. Pachyglossa olivacea) — вид певчих птиц семейства цветоедовых.

## Таксономия
Таксономическое положение остаётся не до конца определённым. В некоторых генетических исследованиях этот вид рассматривается как сестринский группе, включающей цветососов рода Prionochilus вместе с желтобрюхим (Pachyglossa chrysorrhea), толстоклювым (Pachyglossa agilis) и буроспинным (Pachyglossa everetti) цветоедами. Однако в других исследованиях он оказывается сестринским только по отношению к трём последним видам, а затем вся эта группа рассматривается как сестринская к Prionochilus.
В составе вида выделяют следующие подвиды:
- P. o. olivacus — номинативный подвид, распространён на островах Динагат, Минданао и Басилан на юге Филиппин.
- P. o. parsonsi — обитает на островах Лусон и Катандуанес на севере Филиппин.
- P. o. samarensis — встречается на островах Самар, Лейте и Бохоль в восточно-центральной части Филиппин.

Латинское название вида происходит от слова лат. olivaceus — оливково-зелёный.

## Описание

### Внешний вид
У взрослых самцов номинативного подвида темя и верхняя часть тела золотисто-оливковые, хвост и маховые перья черновато-коричневые с оливковыми краями. Уздечка от серой до серовато-белой. Бока головы, горло и грудь светло-оливково-серые, середина подбородка, брюхо и нижние кроющие перья хвоста белые, нижние части боков оливковые с белыми штрихами. Радужная оболочка кирпичная- красная или кроваво-красная. Надклювье чёрное, подклювье — голубовато-серое с чёрным кончиком. Ноги чёрные. Взрослые самки бледнее самцов, горло и грудь с заметным сероватым оттенком.
У молодых особей грудь с серовато-оливковым оттенком, уздечка слегка серая, белая центральная полоса на нижней стороне тела с оливково-серым оттенком, на брюхе заметен желтоватый оттенок. Клюв светло-коричневый.
Подвид parsonsi отличается чёрными участками на горле, боках головы и груди. У samarensis бока груди имеют более коричневый оттенок и образуют тёмную полоску ближе к задней части тела.

### Голос
Громкий, повторяющийся одиночный крик «pee» или «peeith»; высокий «tsoo-eet» с повышающейся второй нотой; также издаёт высокую дребезжащую трель.

## Распространение
Эндемик Филиппин.
Естественная среда обитания — тропические влажные низинные леса, где он встречается на высотах до 1 000 метров над уровнем моря.
В настоящее время Международный союз охраны природы присвоил этому виду статус «вызывающий наименьшие опасения, несмотря на его редкость в пределах ареала и недостаточную изученность. 
Популяция снижается ввиду сокращения площади лесного покрова в пределах ареала этого вида.

## Биология
Питается мелкими фруктами, нектаром ремнецветниковых и других цветов. Эти птицы обычно наблюдаются поодиночке, парами или в смешанных стаях с другими цветососами и мелкими птицами. Они часто встречаются возле плодоносящих и цветущих деревьев, особенно Ficus minahassae.
Информации о размножении мало: известно, что гнездование отмечалось в августе, а птиц в репродуктивном состоянии находили в мае.